# Amphiascoides sterilis
Amphiascoides sterilis är en kräftdjursart som först beskrevs av Albert Monard 1926.  Amphiascoides sterilis ingår i släktet Amphiascoides och familjen Diosaccidae. Inga underarter finns listade i Catalogue of Life.